# ラートナー

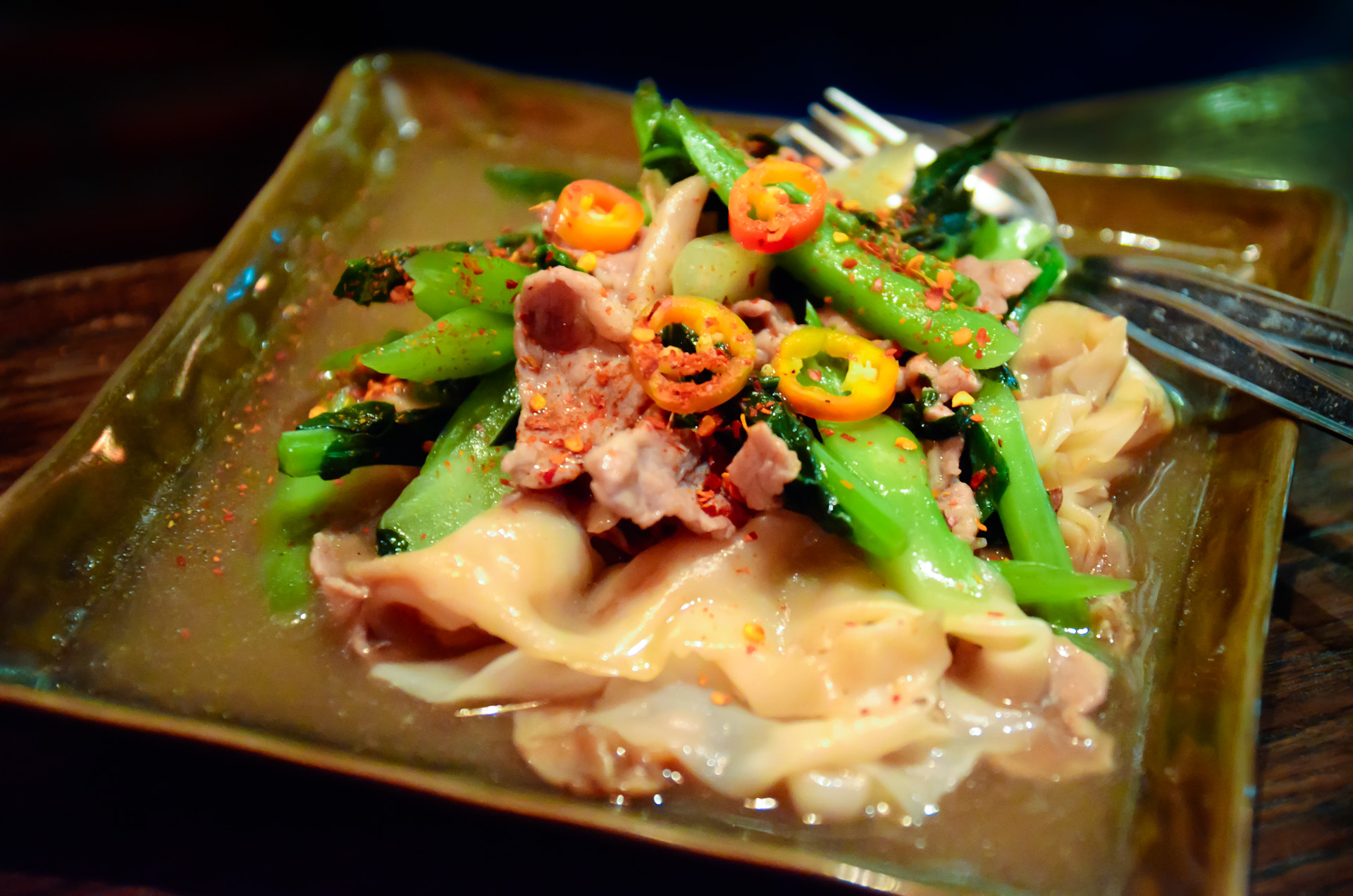
クァイティオのラートナーの例

ラートナー（タイ語: ราดหน้า, rat na）はタイ王国の麺料理の一種。具材を煮込んで作った餡を麺にかけた料理、油で揚げた揚げ麺に餡をあっけた餡掛け麺である。
タイ料理といえば、「辛い料理」と思われていることも多いが、ラートナーは辛くはない。使用する麺にも決まりはなく、太い麺から細い麺まで様々な麺が用いられる。米から作るクァイティオが用いられることもある。
ラートナーの専門店もある。